# Plogging

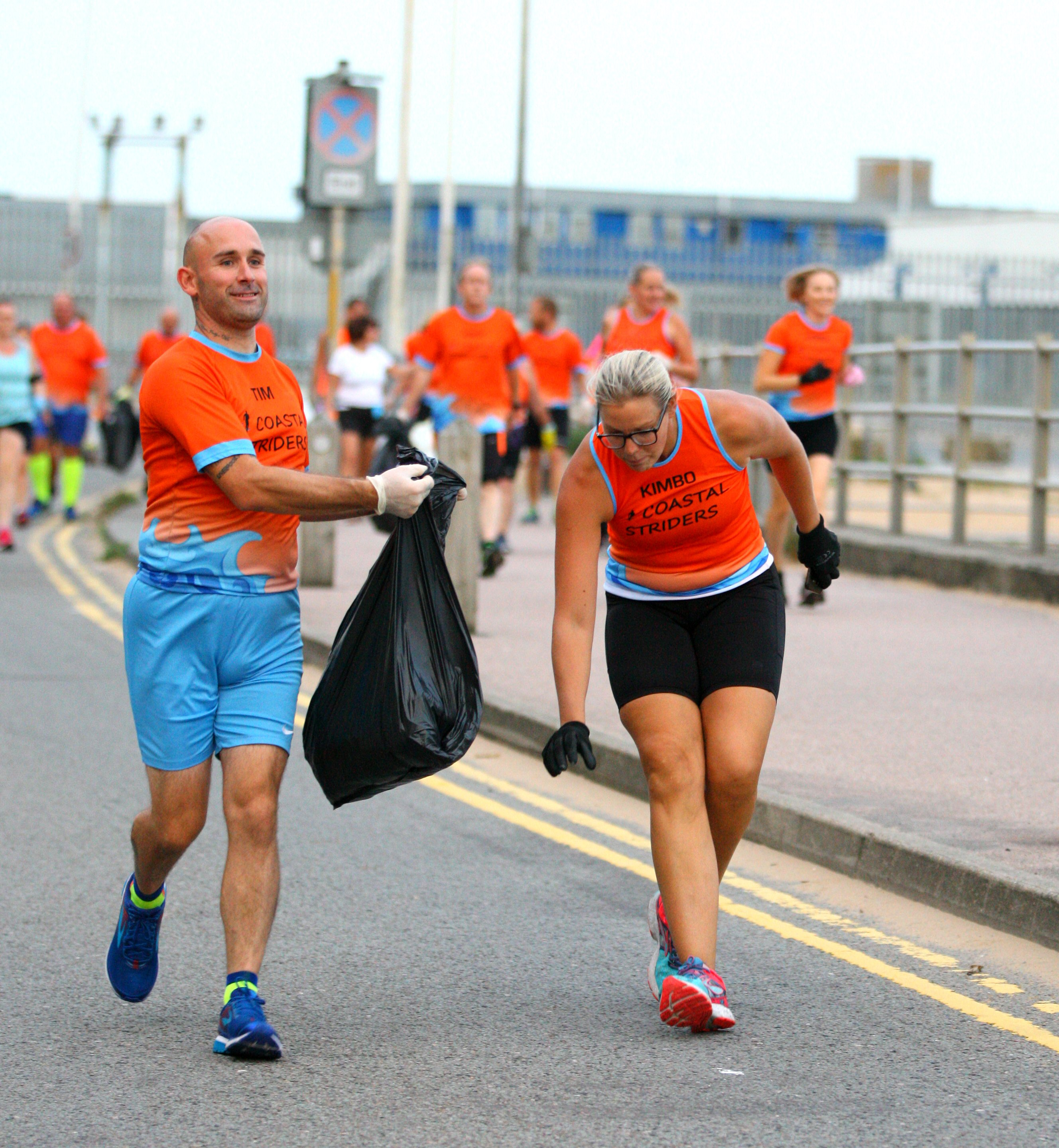
Szemétszedő futók

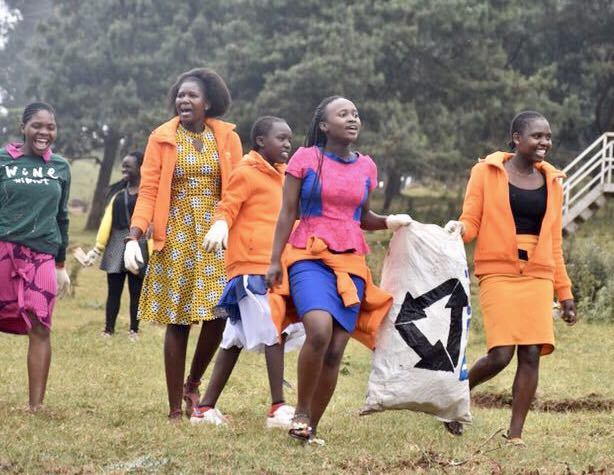
Plogging Kenyában

A plogging szemétszedő futás, egy új környezettudatos sporttevékenyég. Futás vagy kocogás közben a résztvevők szemétszedő kesztyűben hulladékos zsákokba gyűjtik a szabadban levő szemetet, hulladékokat. A plogging ötlete Svédországból származik. Magyarországon 2018 elején mutatkozott be.